# Aéroport de Qiqihar-Sanjiazi
L'aéroport de Qiqihar Sanjiazi (code IATA : NDG • code OACI : ZYQQ) est un aéroport civil et militaire desservant la ville-préfecture de Qiqihar, à l'ouest la province du Heilongjiang, au Nord-Est (Dongbei) de la Chine.

## Compagnies aériennes et destinations
| Compagnies                                         | Destinations                                                       |
| -------------------------------------------------- | ------------------------------------------------------------------ |
| Air China                                          | Pékin-Capitale                                                     |
| China Eastern Airlines                             | Dalian-Zhoushuizi, Jinan, Shanghai-Pudong                          |
| China Eastern Airlines opéré par Shanghai Airlines | Qingdao-Jiaodong, Shanghai-Hongqiao, Wenzhou-Longwan, Yantai,      |
| China Southern Airlines                            | Dalian-Zhoushuizi, Canton-Baiyun, Shanghai-Pudong, Shenzhen-Bao'an |
| China United Airlines                              | Pékin-Nanyuan, Fuoshan Shadi                                       |
| Hainan Airlines                                    | Pékin-Capitale                                                     |
| Jeju Air                                           | Charter : Séoul-Incheon                                            |

Édité le 14/04/2018